# Isla de Janjanbureh
La isla Janjanbureh, también conocida como Isla Lemain y hasta 1995 como Isla MacCarthy, es una isla localizada en el sector este de la República de Gambia, en la División Central River. La ciudad de Janjanbureh localizada en esta isla es la segunda más grande en el país, aunque todavía aparece en muchos mapas con su nombre europeo, Georgetown. Además de ser una destinación para algunos turistas de fauna, esta isla es también el sitio donde se localiza la prisión más grande de Gambia.

## Historia
La isla primero fue visitada por comerciantes occidentales en el siglo XV, aunque en el siglo XIX, ésta dejó de ser un lugar de comercio viable debido a las frecuentes guerras entre los Wulli y las tribus niani. La isla posteriormente fue comprada por los británicos para instalar una guarnición militar para ayudar a proteger a los comerciantes. Un tratado de cesión fue firmado en 1823 y la isla formalmente fue llamada la isla MacCarthy (igual que el señor Charles MacCarthy, el antiguo General Gobernador de los Territorios Británicos Africanos del Oeste.) En 1832, se fundó Georgetown un establecimiento criollo, aunque éste rápidamente fue poblado por Africanos liberados de su condición de esclavos. La ciudad gradualmente se hizo un centro administrativo y económico del país.